# Герб Сан-Жуана-да-Пешкейри
Ге́рб Са́н-Жуа́на-да-Пешке́йри — офіційний символ містечка Сан-Жуан-да-Пешкейра, Португалія. Використовується як територіальний герб. У срібному щиті два сині пузанки, обернені в різні боки, роти яких пов'язані чорною волосінню. Довкола них вісім червоних гачків. Щит увінчує срібна мурована містечкова корона з чотирма вежами.  Під щитом біла стрічка, на якій великими літерами напис португальською: «S. João da Pesqueira» (Сан-Жуан-да-Пешкейра).  Офіційно затверджений 8 серпня 1986 року.  

## Галерея

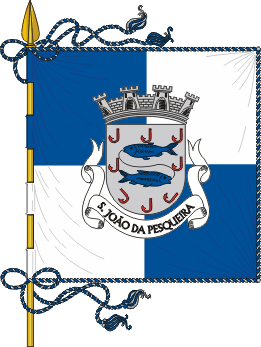
Прапор